# 承庆寺
承庆寺，位于内蒙古自治区阿拉善盟阿拉善左旗孪井滩示范区境内腾格里沙漠深处，是一座藏传佛教格鲁派寺院。

## 简介
孪井滩境内腾格里沙漠深处，分布着20余处湖泊，其中一处湖水面积最大，水深最深，称为“诺尔图”。湖内有野生鲫鱼，芦丛底部有许多鸟巢，其中有鸟蛋。湖与沙漠之间，有大片的沙枣树林。在金色的沙漠之中，“诺尔图”湖水碧波荡漾。该湖以东约5公里处，即承庆寺。
承庆寺是阿拉善八大寺之一（八大寺是延福寺、广宗寺、福因寺、昭化寺、承庆寺、宗乘寺、妙华寺、方等寺）。1716年，由六世达赖仓央嘉措主持兴建；1739年建成，并举办了第一次“阿拉善经会”。仓央嘉措长期在承庆寺传教，最终圆寂于承庆寺。
如今，昭化寺、承庆寺已成为孪井滩生态移民示范区旅游精品线路中的重要旅游景点。